# Rasochy

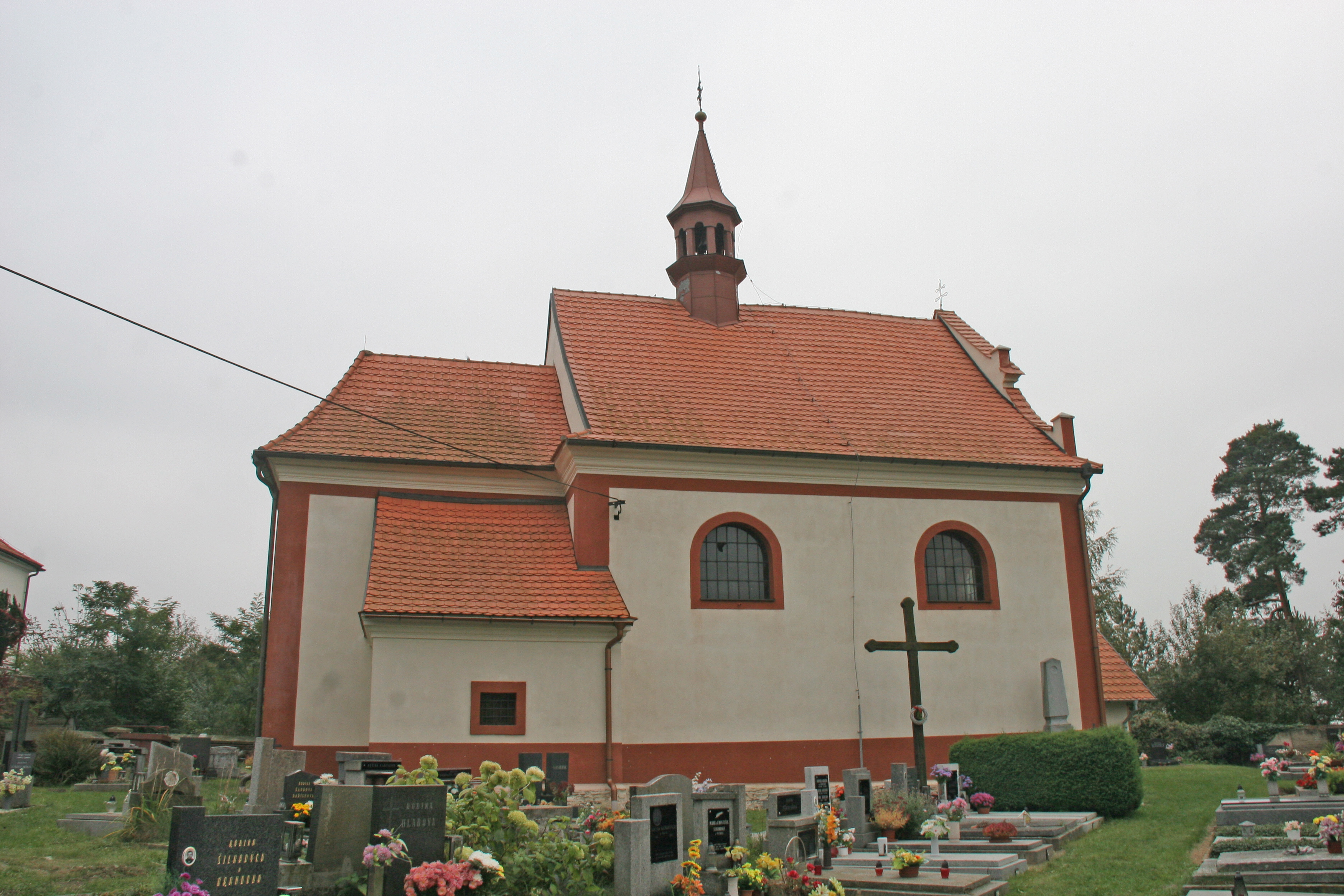
Kirche St. Gallus

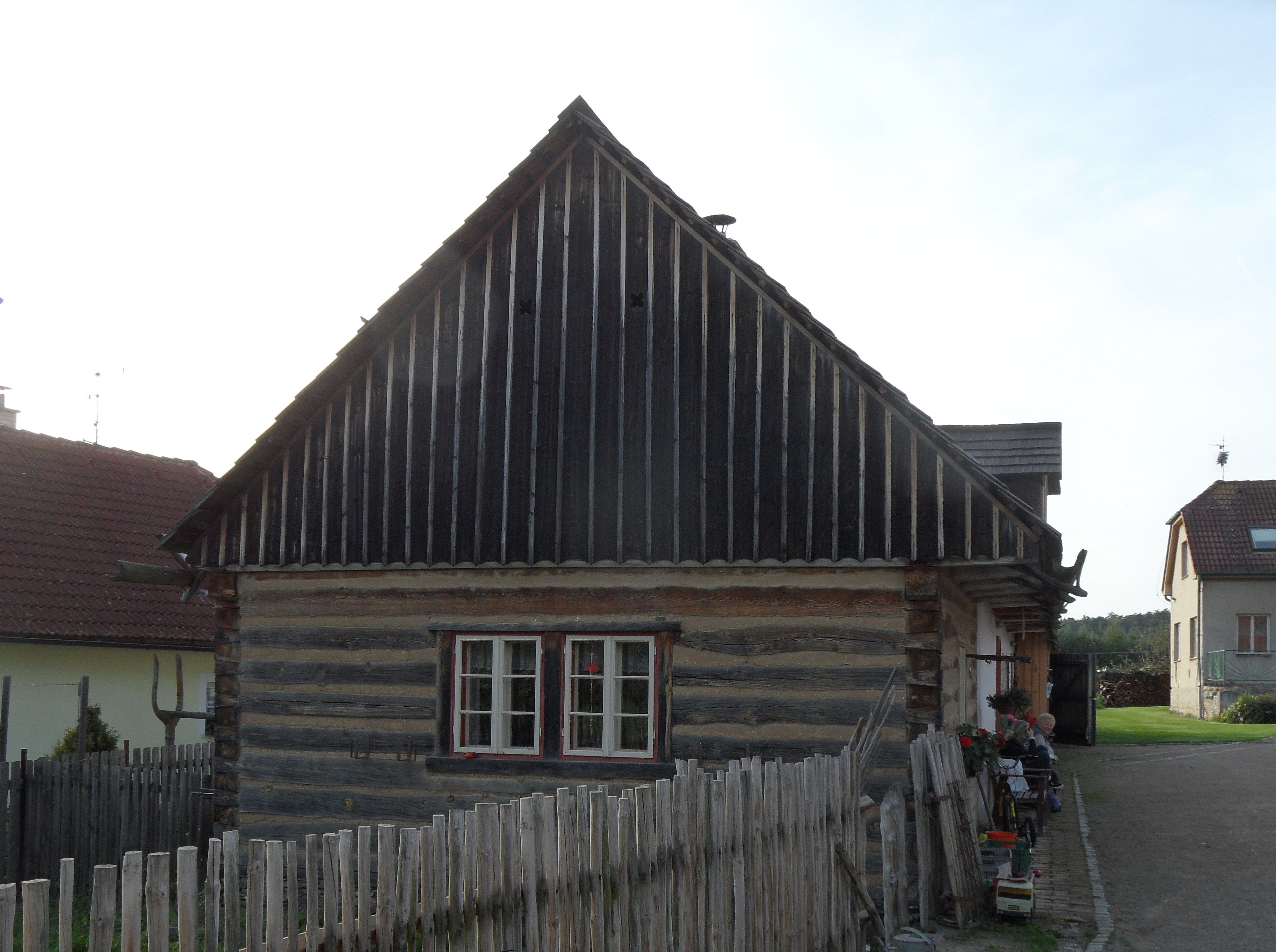
Chaluppe Nr. 13

Rasochy (deutsch Rasoch)  ist ein Ortsteil der Gemeinde Uhlířská Lhota in Tschechien. Er liegt sieben Kilometer nordöstlich von Týnec nad Labem und gehört zum Okres Kolín.

## Geographie
Rasochy befindet sich linksseitig des Grabens Černá strouha in der Středolabské tabule (Tafelland an der mittleren Elbe). Westlich des Dorfes verläuft die Straße II/327 zwischen Týnec nad Labem und Chlumec nad Cidlinou.
Nachbarorte sind Žiželice und Hradišťko II im Norden, Kundratice und Bílé Vchynice im Nordosten, Kolesa im Osten, Tetov und Hlavečník im Südosten, Labské Chrčice im Süden, Uhlířská Lhota und Božec im Südwesten, Lipec im Westen sowie Radovesnice II und Rozehnaly im Nordwesten.

## Geschichte
Die erste Erwähnung von Rasochy erfolgte 1352 im Zusammenhang mit der Pfarrkirche. Das Dorf gehörte zur Herrschaft Hradišťko-Žiželice. 1418 setzten die Herren von Rosenberg, die das Kirchpatronat innehatten, einen nichtkatholischen Pfarrer ein. Im Jahre 1680 ließen die Grafen Kinsky die alte, wahrscheinlich hölzerne Kirche abbrechen und durch einen steinernen Bau ersetzen; erhalten blieb der freistehende hölzerne Glockenturm vor der Kirche.
Nach der Aufhebung der Patrimonialherrschaften bildete Rasochy ab 1849 einen Ortsteil der Gemeinde Kundratice im Gerichtsbezirk Chlumetz. Ab 1868 gehörte das Dorf zum Bezirk Neubydžow. Nach dem Zweiten Weltkrieg löste sich Rasochy von Kundratice los und bildete eine eigene Gemeinde. Im Zuge der Gebietsreform von 1960 wurde Rasochy dem Okres Kolín zugeordnet. 1961 erfolgte die Eingemeindung nach Uhlířská Lhota. Der Glockenturm brannte Ende der 1960er Jahre ab. Am 3. März 1991 hatte der Ort 146 Einwohner; beim Zensus von 2001 lebten in den 68 Wohnhäusern von Rasochy 120 Personen.

## Gemeindegliederung
Der Ortsteil Rasochy bildet eine Katastralbezirk.

## Sehenswürdigkeiten
- frühbarocke Kirche des hl. Gallus, erbaut 1680, das Kulturdenkmal steht auf einem erhöhten Platz südöstlich über dem Dorf und wird von einem Friedhof umgeben.
- Gezimmerte Chaluppe Nr. 13, Kulturdenkmal
- Denkmal für die Gefallenen des Ersten Weltkrieges
- Wegkreuz auf dem Dorfplatz